# Maurice Wiese
Maurice (Momo) Wiese (* 29. September 1995 in Diedenbergen) ist ein deutscher Slackliner.
Sein Interesse wurde über das Fahren mit dem Skateboard geweckt, er hat sich vom Hersteller Gibbon eine Slackline bestellt. Der Autodidakt hat sich alles selbst antrainiert und hat über Fernsehen dort offenbar eine Anstellung gefunden. Er ist auf Fachmessen und Ausstellungen unterwegs. Er ist im „Gibbon International Pro Team“ und wird von Five Ten, Base und Gibbon gesponsert.
Er wohnte in Hofheim am Taunus. Aktuell lebt er in Frankfurt.

## Sportlicher Werdegang
Im Rahmen des IMS Boulderfestival durch den Alpenverein Südtirol fand das Finale des ersten Gibbon Slackline Contests statt. Mit dem Finale in Brixen (Südtirol) endete auch der erste Gesamtweltcup im Slackline. Aus den ersten beiden Wettkämpfen haben sich die besten acht für das große Finale beim International Mountain Summit in Brixen qualifiziert: Azcan (JP), Nick ten Hoopen (NL), Janek Galek (PL), Bernd Hassmann (DE), Felix Hachfeld (DE), Luis Meier, (DE), Maurice Wiese (DE), Andy Lewis (USA). Maurice Wiese wurde am 5. November 2010 der erste Slackline-Weltmeister. In der Folge wurde er ins Goldene Buch der Stadt Hofheim am Taunus eingetragen und war Gast bei Stefan Raab in seiner Fernsehsendung TV Total (ProSieben). Dort zeigte er am 24. Januar 2011 einige Kunststücke auf der Slackline.
Maurice gewann am 25. Juni 2011 die Deutschen Meisterschaften in Lindau (Bodensee) und am 28. Juli 2013 die Deutschen Meisterschaften in Fehmarn.